# Alessio Tacchinardi
Alessio Tacchinardi (* 23. Juli 1975 in Crema) ist ein ehemaliger italienischer Fußballspieler und derzeitiger -trainer.

## Karriere

### Im Verein
Alessio Tacchinardi startete seine Karriere im Jahre 1992 bei Atalanta Bergamo und wurde bereits im Sommer 1993 von Juventus Turin verpflichtet, die sich aber entschieden, ihn noch ein Jahr bei Atalanta Erfahrung sammeln zu lassen.
Tacchinardi gab sein Serie-A-Debüt am 24. Januar 1993 gegen Ancona Calcio, nach nur neun gespielten Meisterschaftspartien wechselte er zur Saison 1994/95 endgültig zum italienischen Rekordmeister Juventus Turin. Dort erspielte er sich unter Trainer Marcello Lippi sofort eine Stammposition im Kader und war über Jahre hinweg ein sehr wichtiger Teil der Mannschaft. Mit Juve gewann er bereits in jungen Jahren zahlreiche Trophäen und konnte sich jahrelang gegen Konkurrenz wie Didier Deschamps, Paulo Sousa oder Edgar Davids behaupten.
In der Saison 2003/04 stoppte ihn jedoch das Verletzungspech und als in der folgenden Spielzeit Fabio Capello Trainer wurde und seien Lieblingsschüler Emerson vom AS Rom mitbrachte, verlor Tacchinardi seine Stammrolle. Im Juli 2005 wurde er schließlich zum FC Villarreal nach Spanien ausgeliehen. Dort konnte er sich gut durchsetzen und erreichte in seiner ersten Saison mit diesem Klub überraschend das Halbfinale der Champions League, wo man jedoch am FC Arsenal scheiterte. Im Sommer 2006 wurde der bestehende Leihvertrag um ein Jahr verlängert.
Im Sommer 2007 kehrte Tacchinardi zu Juventus zurück, sein Vertrag wurde kurz danach jedoch aufgelöst. Im Juli 2007 unterzeichnete er einen Vertrag bei Brescia Calcio in der Serie B, der im Sommer darauf wieder aufgelöst wurde.

### In der Nationalmannschaft
Für die italienische Nationalmannschaft absolvierte Alessio Tacchinardi von 1995 bis 2003 insgesamt 13 Partien.
Er gab sein Debüt im Alter von 20 Jahren am 6. September 1995 gegen Slowenien. Danach kam er jedoch einige Jahre nicht mehr in der Squadra Azzurra zum Einsatz. Seine restlichen zwölf Länderspiele absolvierte er zwischen 2000 und 2003.

### Als Trainer
Nach seinem Karriereende als aktiver Spieler wurde Tacchinardi als Trainer tätig und sammelte zunächst Erfahrung in der Funktion als Jugendtrainer bei seinem Heimatverein US Pergocrema, für den er von 2009 bis 2012 arbeitete. Dieselbe Position füllte der Italiener in der Saison 2012/13 bei Brescia Calcio aus, ehe er zur Saison 2013/14 mit der Leitung des italienischen Viertligisten US Pergolettese erstmals einen Club hauptverantwortlich als Trainer führte.

## Sonstiges
Alessio Tacchinardis Bruder Massimiliano (* 1971) war ebenfalls Profifußballer.

## Erfolge

### Im Verein
- Italienischer Meister: 1995, 1997, 1998, 2002, 2003, 2005*
- Champions-League-Sieger: 1996
- Champions-League-Finalist: 1997, 1998, 2003
- Weltpokalsieger: 1996
- UEFA-Super-Cup-Sieger: 1996
- Italienischer Pokalsieger: 1995
- Italienischer Supercup: 1995, 1997, 2002, 2003
- UEFAIntertoto-Cup-Sieger: 1999

* aberkannt im Rahmen des italienischen Fußball-Skandals 2005/2006

### In der Nationalmannschaft
- U-21-Europameister: 1996